# Moltkewarte
Die Moltkewarte im Harz ist ein 1903 errichteter und 26 m hoher Aussichtsturm bei Lengefeld im Landkreis Mansfeld-Südharz in Sachsen-Anhalt.
Gewidmet ist der Turm dem preußischen Generalfeldmarschall Helmuth Karl Bernhard von Moltke, der als „der Schlachtenlenker von 1870/71“ bekannt und von Kaiser Wilhelm I. als Dank für seine Verdienste um den Sieg über Frankreich gefürstet wurde.

## Geographische Lage
Die Moltkewarte befindet sich im Unterharz im Naturpark Harz/Sachsen-Anhalt. Im Biosphärenreservat Karstlandschaft Südharz steht sie auf der Gemarkung von Sangerhausen südlich dessen Ortsteils Lengefeld auf dem Schlößchenkopf (auch Hoher Berg genannt; 310,3 m ü. NHN), der sich östlich über dem Tal des Brechtewendischen Bachs erhebt. Etwa 1,1 km östlich der Warte erhebt sich neben der Hohen Linde (281,1 m) eine große kegelförmige Abraumhalde, die Hohe Linde, als Überbleibsel des Kupferschieferbergbaus im ehemaligen Thomas-Münzer-Schacht.

## Geschichte
Die Moltkewarte wurde 1903 aus Rogenstein errichtet und am 26. Oktober 1903 eingeweiht. Stifter war der Harzklub-Zweigverein Sangerhausen. In der Zeit der DDR verfiel die Warte, und danach wurde sie 1995 grundlegend im Rahmen einer Arbeitsbeschaffungsmaßnahme durch die Städtische Sanierungsgesellschaft Sangerhausen mbH saniert. Seit 2007 finden an der Warte am 11. März Gedenkbegegnungen für den deutschen Widerstandskämpfer Helmuth James Graf von Moltke (1907–1945) statt.

## Aussichtsmöglichkeit und Wandern

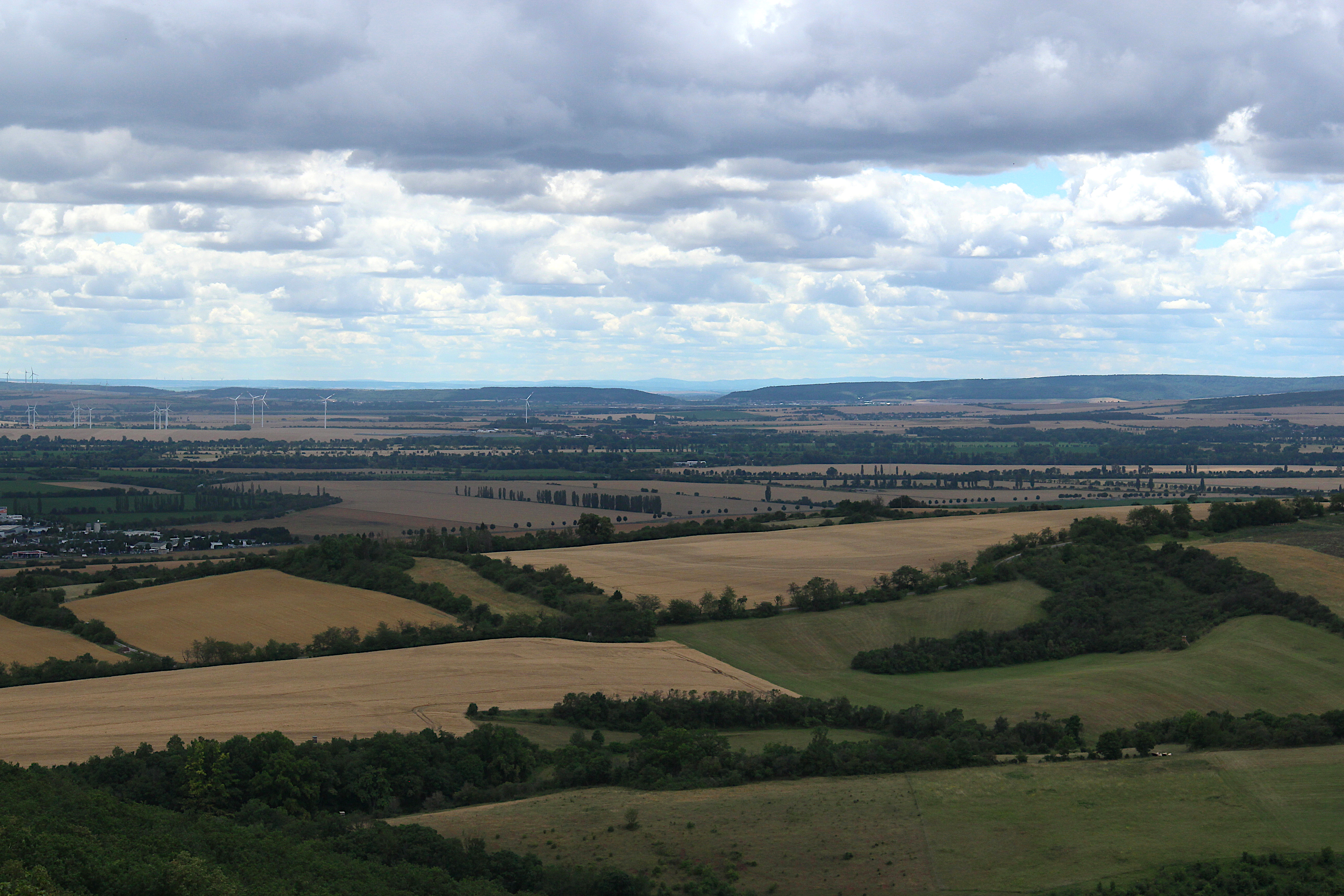
Blick von der Moltkewarte über die Goldene Aue und die Thüringer Pforte bis zum Thüringer Wald

Von der Aussichtsplattform (ca. 336 m ü. NHN) der Moltkewarte, die in der warmen Jahreszeit an Wochenenden und Feiertagen zugänglich ist, bietet sich eine gute Aussicht, unter anderem nach Sangerhausen, in die Goldene Aue, zum Kyffhäusergebirge, nach Lengefeld und zum nahen Röhrigschacht bei Wettelrode. Bei guten Sichtverhältnissen kann bis zum Thüringer Wald geblickt werden. Die Warte ist als Nr. 209 in das System der Stempelstellen der Harzer Wandernadel einbezogen; der Stempelkasten befindet sich neben der am Aussichtsturm stehenden Schutzhütte.